# Иван Савов
 Тази статия е за българския революционер.  За актьора вижте Иван Савов (актьор).  За кмета на Ботевград вижте Иван Савов (кмет).
Иван Савов е български подофицер и революционер, деец на Вътрешната македоно-одринска революционна организация.

## Биография
Иван Савов е роден през 1870 година в белоградчишкото село Калугер, тогава в Османската империя, днес Гранитово в България. Основното си образование завършва в родното село, а след това и подофицерската школа и служи в Белоградчишкия гарнизон като старши подофицер в Петнадесети пехотен ломски полк. Там, заедно с Христо Чернопеев, Никола Божков, Георги Ковачев, Димо Янков, Михаил Лазаров и други, подпомага Борис Сарафов в създаването и организирането на тайно подофицерско братство за подпомагане революционната борба в Македония.
През 1899 година Иван Савов оставя семейството си и заминава като инструктор и околийски войвода в Петричко. Тогава пише на Христо Чернопеев:
| „ | Сбогом, прощавайте, мили другари! Аз отивам да се боря с петвековния поробител. Стига съм гледал и слушал как гинат хора. Нека отида, братя, и аз да смажа на едного главата. Нима в мене няма мъжка сила, нима аз съм роден на този свят само очите ми да гледат светлината... | “ |

След като организира четите и селските милиции в Петричко е изпратен от Централния комитет на ВМОРО и въоръжен от ВМОК в Кочанско. За известно време негов секретар е Коста Мазнейков.
На 26 март (стар стил: 13 март) 1902 година в местността Мушата между селата Гърляни и Бигла, Иван Савов и четата му се открити и в започналото сражение загиват всички четници.